# Сухая (Александровский муниципальный округ)
Сухая — посёлок в Пермском крае России. Входит в Александровский муниципальный округ.

## География
Посёлок расположен на правом берегу реки Яйва, немногим ниже места впадения в неё реки Сухая, примерно в 43 км к северу от административного центра поселения, посёлка Скопкортная.

## Население
| 2010 |
| ---- |
| 31   |

## История
С 2004 до 2019 гг. входил в Скопкортненское сельское поселение Александровского муниципального района.

## Улицы[2]
- Ленина ул.
- Октябрьская ул.
- Пионерская ул.
- Средняя ул.

## Топографические карты
- Лист карты O-40-20. Масштаб: 1 : 100 000. Указать дату выпуска/состояния местности.